# Гуль (фольклор)

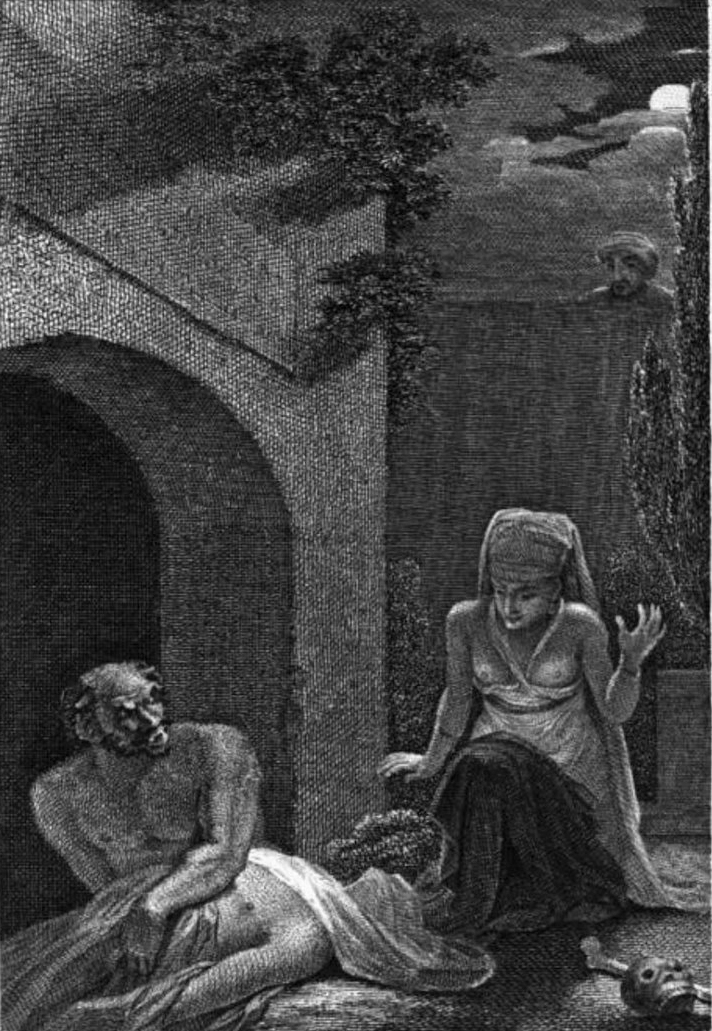
«Аміна виявлена з гулем», з оповідання Сіді Ноуман — «Арабські ночі»

Гуль (араб. غُول, вимова: [ɣuːl]) — істота з арабських міфів і казок, перевертень, що живе в пустелі, печерах, кладовищах і харчується мертвечиною, а також самотніми мандрівниками. Гулі — це істоти жіночої статі, яких зараховують до нижчого рангу джинів. Чоловічий варіант гуля має назву аль-кутруб, ці істоти живуть на острові аль-Кутрубія. Гулі мають потворний вигляд, за переказами — у них котяча голова, собачий тулуб, ослячі копита, що не зникають за жодних перетворень, у деяких казках «Тисячі і одної ночі» описуються гулі (чоловічої статі) з довгими вухами, якими вони можуть прикритись.
Гулі можуть перетворюватись на молодих, привабливих жінок, і таким чином вони заманюють самотніх чоловіків до себе в лігвище, де вбивають і поїдають їх. Гулів можна вбити звичайною зброєю, але вдарити нежить потрібно один раз, бо другий раз оживить її знову. А щоб гуль не зміг перетворюватись, потрібно вигукнути ім'я Аллаха. Згідно з уявленнями народів Середньої Азії, гулі живуть у криницях, болотах, на полях битв, харчуються загиблими разом із воронами. Мають страшну зовнішність: синю, слизьку, мертвецьку шкіру. Людей бояться й уникають.
Першим джерелом в якому йшлося про гулів були записи арабських народів, котрі вони отримали від людей месапотамії. Там говориться, що Галлу був аккадським демоном з потайбіччя, «відповідальним за викрадення бога флори Дамузі (Таммуза) до царства смерті» (Micha F. Lindemans). Оскільки Аккад і Шумер були дуже близькі до аравійських пустель, арабські бедуїни, які контактували з месопотамськими культурами, могли запозичити вірування від аккадців.

## У культурі
Гулів згадують у своїх творах Говард Лавкрафт і Роберт Говард, Анджей Сапковський. Саме від них походить назва зорі Алголь.

### У кінематографі
- Гелсинг — гулі представлені як людиноподібні створіння, які харчуються людським м'ясом. Гулем стає вкушена вампіром людина, якщо вона не була незайманою. Своєю чергою, вкушена гулем людина також стає гулем. Гуль є своєрідним аналогом зомбі — він повністю підкоряється волі вампіра. Після смерті свого «творця»- вампіра гулі також помирають — окрім тих, які були створені фриками (людьми, перетвореними на вампірів «штучно» — шляхом хірургічного втручання). Якщо людину вкусив фрик — вона в будь-якому випадку стане гулем. Гулі можуть використовувати вогнепальну зброю і виживати при дуже важких пораненнях, однак, як і вампіри, вразливі до срібла і гинуть від сонячного світла.

### У відеоіграх
В багатьох відеоіграх гулів також називають вурдалаками.
- У іграх серії Fallout гулі — люди, тіла яких зазнали змін під впливом радіації. Живуть доволі довго, в порівнянні з людьми, а через зовнішній вигляд, деякі люди називають їх живими мерцями.
- У іграх серії The Witcher.
- Warcraft 3: Reign of Chaos і Warcraft 3: The Frozen Throne — гулі/вурдалаки представлені як живі мерці, схожі на спотворені скелети з довгими кігтями. Вони здатні добувати ресурси (валити ліс своїми кігтями) і лікуватись, поїдаючи трупи.
- Castlevania: Lords of Shadow — гулі представлені як нерозумні людиноподібні істоти, які мешкають під землею (зазвичай на цвинтарях) і харчуються трупами. Предками гулів були люди, які стали чудовиськами через постійне споживання гнилого людського м'яса.

- Amnesia : Rebirth — гулі надзвичайно схожі на зомбі, хоча, на відміну від них, живі. Коли вони трансформуються, то зберігають частину свого інтелекту. Їхня фігура по-нездоровому струнка, що дозволяє їм лазити тунелями та норами, випуклі вени покривають більшу частину тіла і, здається, розходяться від очей (на ранніх стадіях трансформації) і доходять до рук та зап'ясть. Рот має безліч зубів, а, оскільки губи відсутні, то рот взагалі не закривається взагалі. Зуби надзвичайно гострі, тому часто нагадують укуси тварин, через що визначити хто убив людину — гуль чи звір — неможливо. Первинні симптоми трансформації людини показуються в появі деяких чорних вусиків, які вповзають в шкіру навколо очей і в самі очі, затемнюючи зір жертви та посилюючись разом з негативними емоційними станами людини, а саме страхом, тугою і болем. Провали в пам'яті й генералізована короткочасна амнезія наростають в період подальшої трансформації, супроводжуючись все більшою втратою почуття людяності. Потім слідує почуття голоду, яке, мабуть, ніколи не задовольняється вбивством або їжею. В кінцевому підсумку, саме воно стає неконтрольованим, і в цей момент трансформація практично завершується.